# Roy Benavidez
Roy Benavidez, né le 5 août 1935 à Lindenau (Texas) et mort le 29 novembre 1998, est un soldat des forces spéciales des États-Unis récompensé par la Medal of Honor pour ses actions pendant la guerre du Viêt Nam.

## Biographie
Roy P. Benavidez naît le 5 août 1935 à Lindenau, près de Cuero, au Texas dans une famille d’origine mexicaine et yaquis. Il n’a que deux ans lorsque son père meurt, suivi par sa mère trois ans plus tard, tous deux de la tuberculose. Il vit à partir de ce moment avec son frère et sa demi-sœur chez un oncle à El Campo. Par la suite doit abandonner l’école pour aider la famille à vivre en travaillant dans les champs de coton.
Il s’engage dans la garde nationale du Texas en 1952, puis dans l’United States Army en juin 1955. Il y intègre la 82e division aéroportée basée à Fort Bragg. En 1964, il est envoyé comme conseiller militaire au Viêt Nam. Il y est gravement blessé par une mine et il pendant un temps incertain qu’il puisse à nouveau marcher. Néanmoins, il se remet de sa blessure et quitte l’hôpital en juillet 1966. Il retourne alors à Fort Bragg, où il suit la formation des bérets verts.
En 1968, Benavidez est renvoyé au Viêt Nam au sein du Military Assistance Command, Vietnam – Studies and Observations Group. Le 2 mai 1968, alors qu’une patrouille de douze hommes des forces spéciales est encerclée par un bataillon de l’armée nord-vietnamienne, il embarque seul dans un hélicoptère pour leur porter secours. Ayant débarqué dans une clairière proche, il rejoint sous un tir nourri la position de la patrouille, dont tous les membres sont alors morts ou gravement blessés. Benavidez parvient à organiser la défense de l’unité et à préparer une extraction, mais l’hélicoptère dans lequel ils embarquent est abattu immédiatement après son décollage. Malgré ses blessures, il organise une nouvelle fois des positions de défense autour de l’appareil et monte une seconde évacuation, qui réussit cette fois. Au cours des six heures de combat, Benavidez subit trente-sept blessures par balles, éclats et armes blanches, au point qu’à l’arrivé de l’hélicoptère à sa base, il est d’abord cru mort.
Benavidez reçoit la Distinguished Service Cross pour cette action et en 1973, il est proposé pour la Medal of Honor. Il y est toutefois d’abord opposé que le délai pour faire cette proposition est expiré, puis après que le Congrès se soit prononcé pour l’exemption qu’il n’y a pas de témoin. En 1976, il quitte l’armée, toujours handicapé par les blessures reçues le 2 mai 1968, ses poumons étant perforés et un fragment de métal dans son cœur n’ayant pas pu être retiré.
En 1980, Brian O’Connor, le radio de la patrouille, qui était supposé mort, apporte son témoignage au dossier de proposition pour la Medal of Honor. À la suite de ce témoignage, Benavidez se voit remettre la décoration par Ronald Reagan le 24 février 1981. Peu de temps après, dans le cadre de mesures d’austérité, la pension d’invalidité de soldats, dont Benavidez, est supprimée, ceux-ci étant considérés capables de travailler malgré les séquelles de leurs blessures. Le prestige de sa décoration lui permet de témoigner en faveur des vétérans devant une commission d’enquête du Congrès, ce qui entraîne l’abandon de ces mesures.
Roy Benavidez meurt le 29 novembre 1998 à San Antonio de complications liées au diabète et est enterré au cimetière national de Fort Sam Houston.

## Distinctions
- Medal of Honor[3] ;
- Distinguished Service Cross[3].

Plusieurs édifices sont nommés en son honneur au Texas, en Oklahoma et au Colorado. Un cargo de l’United States Navy, l’USNS Benavidez, porte également son nom.